# Convento di Santa Maria delle Grazie (Maruggio)
Il convento di Santa Maria delle Grazie di Maruggio era un convento gestito dai Frati Minori Osservanti, risalente al XVI secolo. Oggi è sede del municipio del Comune di Maruggio.

## Storia
Le origini di questo edificio risalgono al 1514, anno in cui l'architetto Santoro de Roma de Hostunio, per volere di Girolamo de Jannuzzo di Maruggio, edifica la prima chiesa di Santa Maria della Grazia al di fuori delle mura di Maruggio, in quello che un tempo era il contado ad ovest della Terra Murata.
Successivamente, su diretto interessamento del commendatore Mattia de Capua, la chiesa venne messa a disposizione dei frati minori osservanti che ebbero anche un vasto appezzamento di terreno al lato della chiesa dove, tra il 1534 e il 1575 i frati edificarono il convento.
Nel XVII secolo venne ampliata la chiesa, troppo piccola per le esigenze del tempo; rimaneggiamenti che si prolungarono fino al XVIII secolo.
Dal 1779 il convento fu sede di noviziato e dal 1847 anche scuola di sacra eloquenza. Fino al 1866 fu anche sede di chiericato.
Il convento venne però soppresso nel 1876. Negli anni a seguire fu riaperto nel 1891 con una piccola comunità e fino agli inizi del Novecento fu sede di noviziato e scuola di teologia e filosofia.
In seguito, soppresso nuovamente, divenne caserma dei carabinieri, scuola elementare, fino ad acquisire la funzione odierna di municipio del Comune di Maruggio.

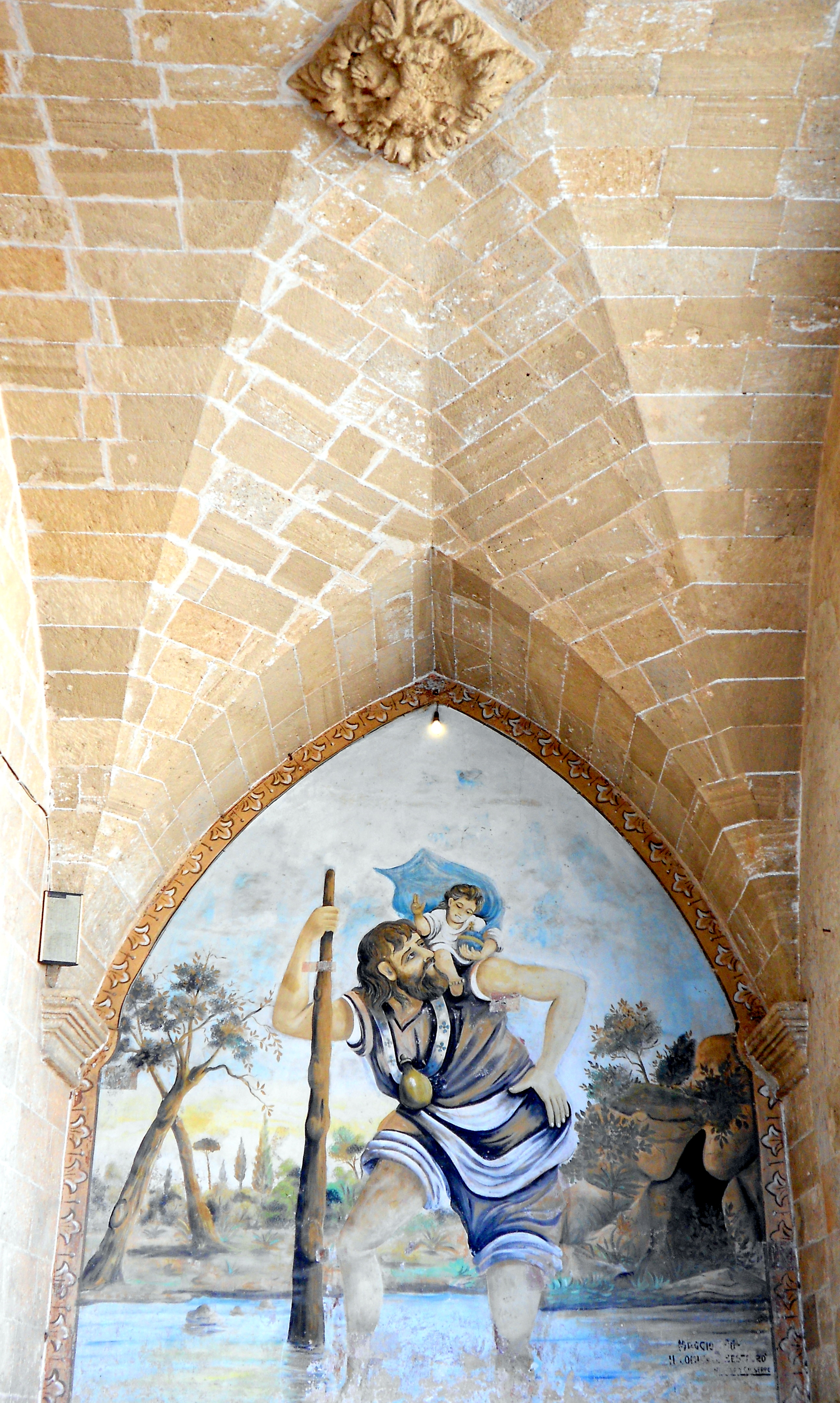
Pronao della chiesa di Santa Maria delle Grazie: affresco di San Cristoforo e chiave di volta con stemma francescano

## Chiesa di Santa Maria delle Grazie

### Pronao
L'attuale pronao che precede l'ingresso alla chiesa venne costituito nel XVII secolo e fu la conseguenza della costruzione del coro di notte per la preghiera notturna e come oratorio per i frati infermi al primo piano del monastero.
Il pronao è accessibile tramite un'arcata ogivale nel lato est e un'arcata a tutto sesto nel lato nord e presenta una volta a stella, nella cui chiave di volta è scolpito lo stemma dell'ordine francescano.
Sulla parete ovest del pronao, campeggia invece un grande affresco raffigurante San Cristoforo. Tale affresco venne realizzato nel 1961 dal pittore Giuseppe Vaccaro a sostituzione di un altro affresco più antico raffigurante lo stesso santo. La figura di san Cristoforo era infatti dipinta perché Maruggio era sulla via percorsa dai pellegrini diretti verso la Terra Santa e questo santo era venerato come patrono dei viaggiatori ed era invocato prima di iniziare viaggi lunghi e pericolosi.
Sul lato sud del pronao vi è, invece, il semplice portale d'ingresso, sormontato da un piccolo affresco raffigurante la Vergine col Bambino.

### Navata
La chiesa si presenta a navata unica, divisa in campate da archi ogivali e a tutto sesto.
Le prime due campate, voltate a crociera, costituiscono il nucleo originario della chiesa e un tempo risultavano totalmente affrescate. Oggi di tali affreschi restano pochissime tracce.
Successivamente, agli inizi dei Seicento, la navata fu ulteriormente ampliata con l'aggiunta di un'altra campata, sempre voltata a crociera ma leggermente più alta rispetto alle precedenti, e con l'aggiunta del coro di giorno, illuminato da una grande finestra polilobata (la cui vetrata istoriata risale però al 1971-77 su progetto del professor Ioni dell'Università di Pisa).

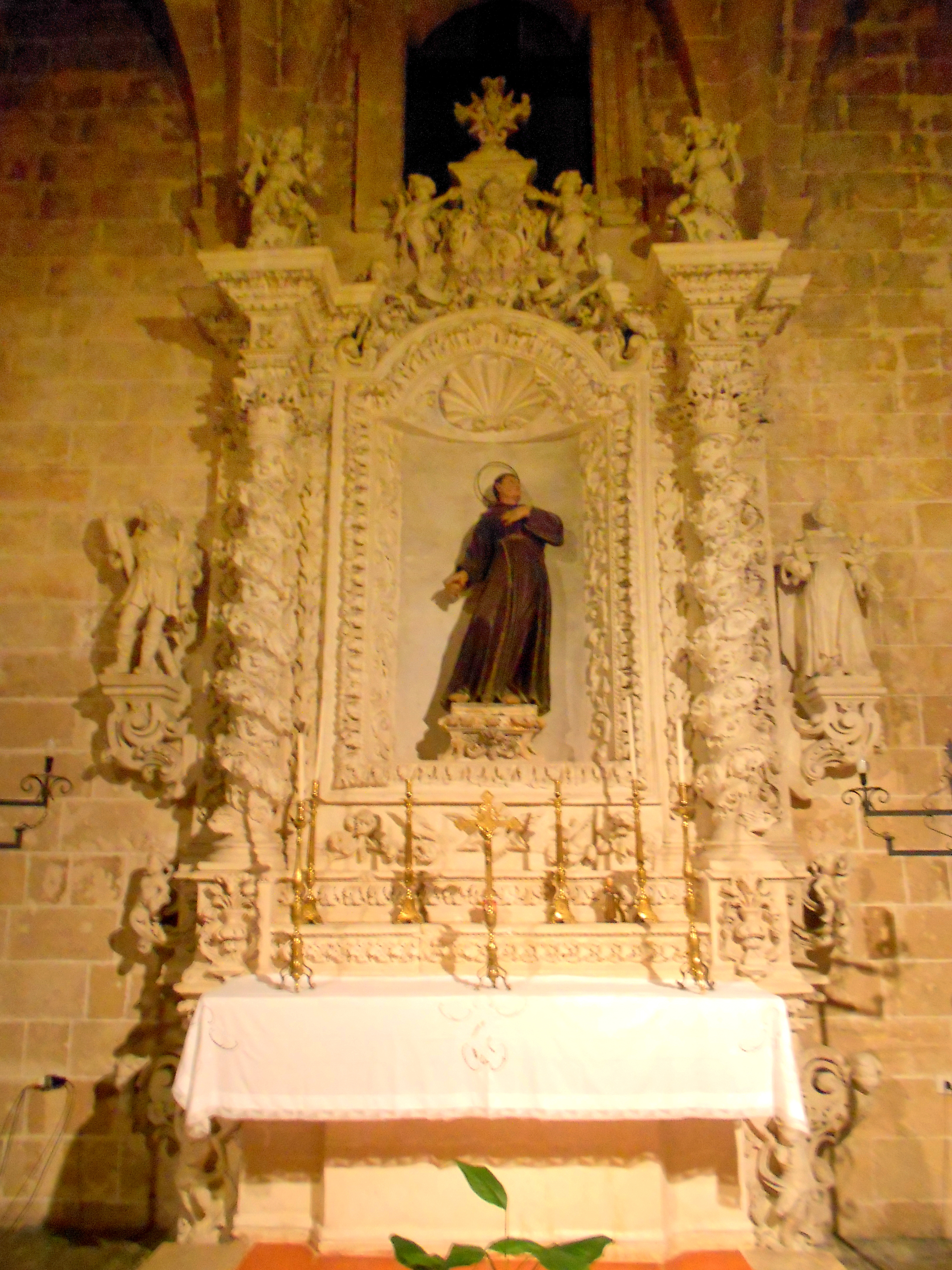
Cappellone di San Pasquale Baylon, altare

Lungo la navata, all'angolo con il cappellone di sant'Antonio, venne costruito nel 1747 ad opera di Saverio Amadeo Tarantino il pulpito di forma circolare e dalla base semiconica con conci di carparo e ricoperto di stucchi raffiguranti lo Stemma dell'Osservanza.
Le pareti della navata sono state impreziosite con alcune tele, tra cui il Miracolo di Soriano del XVIII secolo di autore ignoto e la Madonna delle Ciliegie sempre del XVIII secolo di autore ignoto.

### Cappelle laterali
Nel corso dei secoli la chiesa venne poi ampliata anche con la costruzione di quattro cappelle laterali: la cappella del Crocifisso sul lato destro della chiesa e i cappelloni di san Pasquale Baylon, di San Francesco e di Sant'Antonio sul lato sinistro.

#### Cappellone di San Pasquale Baylon
Il cappellone di San Pasquale Baylon venne edificato sul lato sinistro della navata agli esordi del XVIII secolo e costituisce il cappellone centrale.

È caratterizzato dalla presenza di un sontuoso altare in stile barocco leccese scolpito nello stesso secolo e commissionato dalla famiglia Palmieri. All'interno dell'altare è custodita in una nicchia la statua policroma di San Pasquale Baylon.

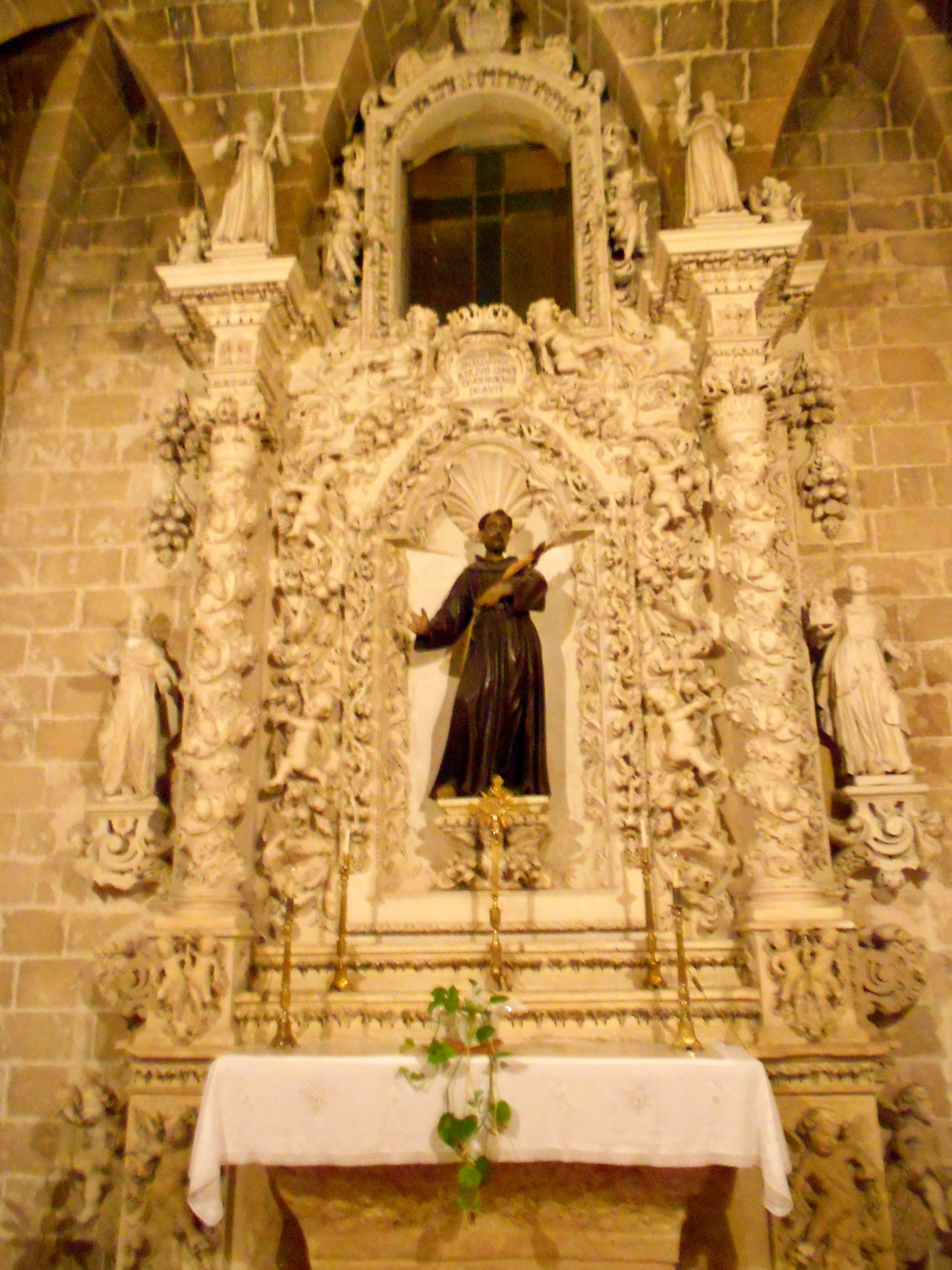
Cappellone di San Francesco, altare

#### Cappellone di San Francesco
Il cappellone di San Francesco è stato edificato sempre nel XVIII secolo e venne edificato in onore al santo fondatore dell'ordine, San Francesco d'Assisi.
È caratterizzato da un magnifico altare in stile barocco leccese, fatto di ricchissimi elementi decorativi tipici dello stile salentino, commissionato nel 1716 dal notabile Carlo Barone, il cui nome è attestato nell'epitaffio al centro dell'altare. Su di un altro epitaffio è invece inciso il nome dell'autore dell'opera, lo scultore salentino Paolo Simone.
scene della vita di San Francesco.

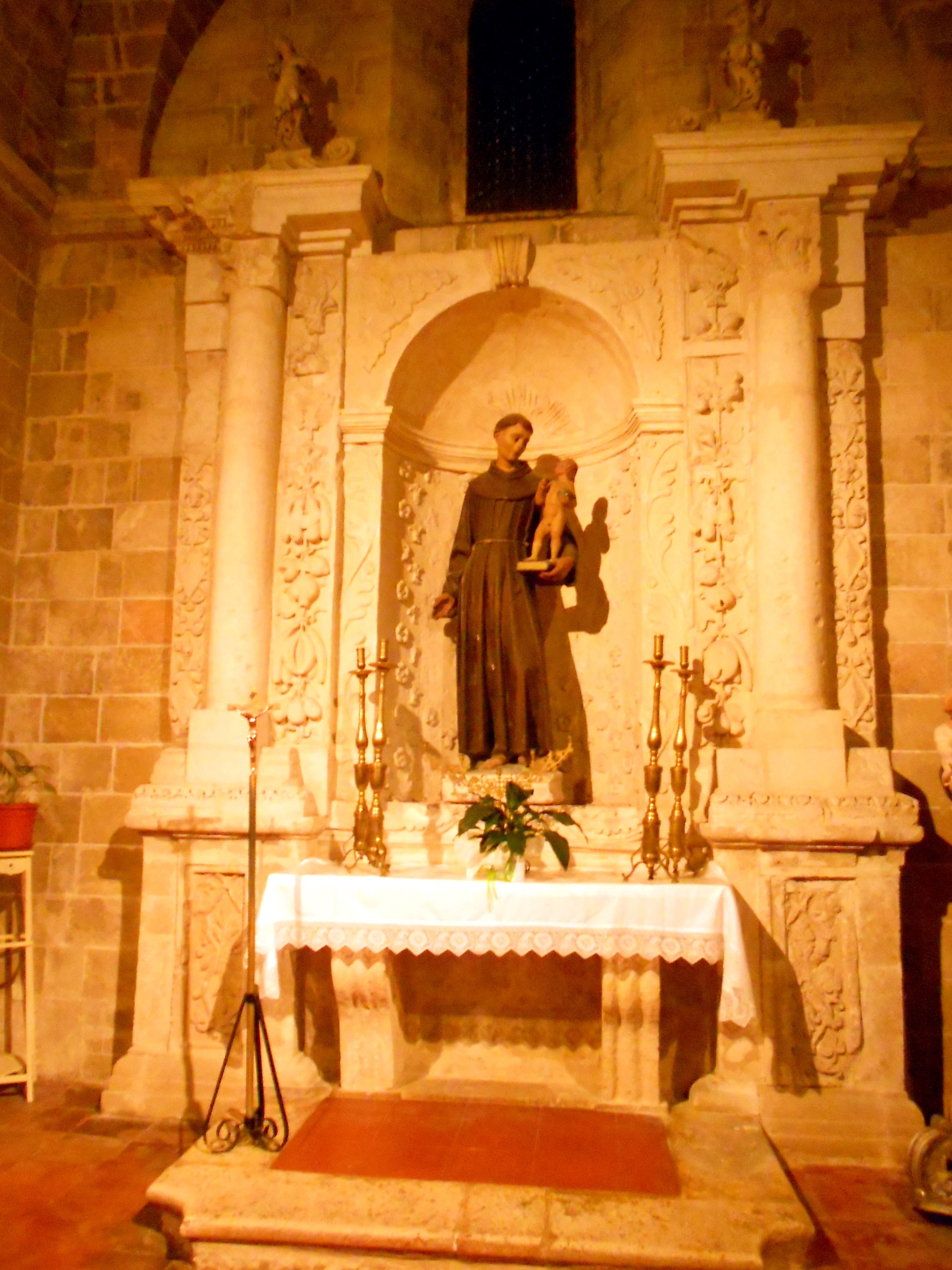
Cappellone di Sant'Antonio, altare

Ai lati dell'altare in basso sono collocate le statue di Sant'Oronzo e Sant'Irene patroni di Lecce e in alto quelle di San Francesco Solano e Sant'Antonio da Padova.
Lungo le pareti del cappellone inoltre si trovano delle pitture a encausto risalenti al 1950 opera del pittore Vittorio Clementi raffiguranti alcune
All'ingresso del cappellone sulla destra in una nicchia è possibile osservare un affresco risalente al XVI secolo raffigurante San Silvestro, ultimo superstite degli affreschi originari che ricoprivano le prime due campate della navata. 

#### Cappellone di Sant'Antonio
Il cappellone di Sant'Antonio venne edificato nel XVII secolo, di fronte alla cappella del Crocifisso. Essa presenta una volta a stella piena e a spina di pesce e custodisce un altare in stile barocco ma più semplice in pietra leccese dove, in una nicchia, è collocata una statua di Sant'Antonio datata 1633.

#### Cappella del Crocifisso
La cappella del Crocifisso è l'unica cappella sul lato destro della chiesa e fu ricavata agli inizi del XVII secolo nel luogo in cui già in precedenza si trovava la sagrestia. All'interno della cappella è custodito il Calvario, costituito da una pala d'altare con un crocifisso ligneo e una tela di sfondo raffigurante la Madonna Addolorata, San Giovanni evangelista e Maria Maddalena ai piedi della Santa Croce.

## Chiostro e convento

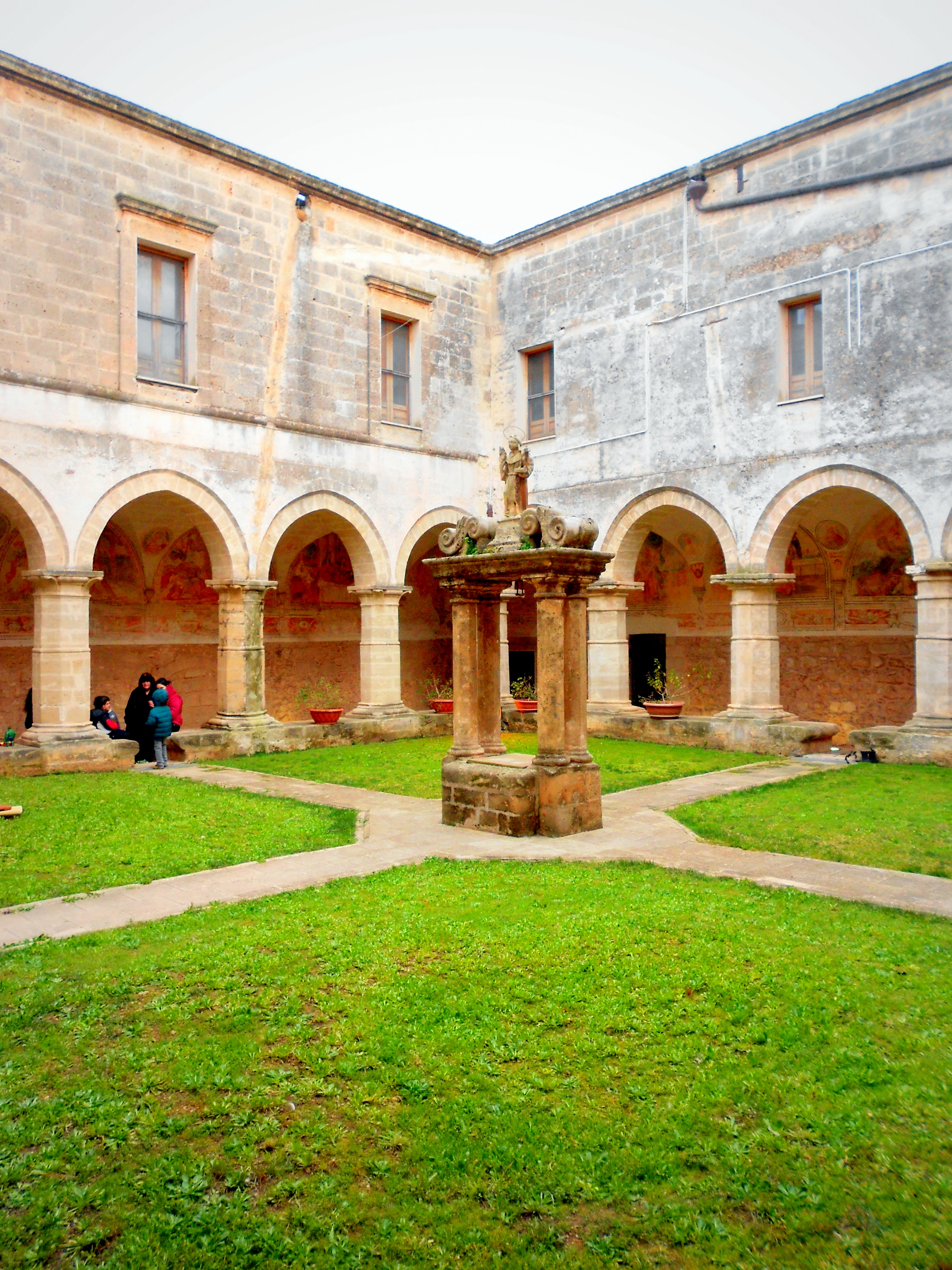
Chiostro dell'ex convento

Accanto alla chiesa di Santa Maria delle Grazie tra il 1534 e il 1575 fu edificato il convento dei Frati Minori Osservanti, organizzato tutt'intorno al chiostro, che si presenta come un quadriportico delimitato da arcate sorrette da possenti colonne ottagonali in carparo, sostenenti volte a crociera.
Le lunette venute a crearsi dalle volte a crociera sono state interamente affrescate con un ciclo di affreschi dove vengono rappresentate scene di vita di santi francescani tra cui San Francesco d'Assisi, San Pasquale Baylon, San Bernardino da Siena, Sant'Antonio da Padova e altri.
Sulle vele delle volte sono stati dipinti invece diversi medaglioni che raffigurano personalità illustri che ebbero rapporti stretti coll'ordine francescano.
Sotto le lunette, invece, corre una greca, arricchita da ghirlande e fiori, frutti e angeli alternati a dei cartigli in cui vengono illustrati in versi i soggetti rappresentati negli affreschi delle lunette.
Al centro del chiostro si erge il pozzo, sostenuto da quattro colonne e sormontato da una statua di Sant'Antonio.
L'accesso agli ambienti interni del convento è garantito da un semplice portale sul lato ovest del chiostro, il quale conduce ad una scalinata voltata a crociera e lungo il percorso della quale è possibile osservare in due nicchie alcuni affreschi.
Da tale scalinata si giunge alla galleria sud del convento, con volta a botte, e lungo la quale si dispongono le varie celle dei frati, oggi adibiti a uffici comunale. Alla fine della galleria si incontra un ulteriore meraviglioso affresco, purtroppo oggi visibile solo a metà, raffigurante L'albero francescano, con San Francesco che sostiene un albero, sui cui rami sono rappresentati in dei medaglioni i volti dei santi francescani successivi.

### Affreschi del chiostro

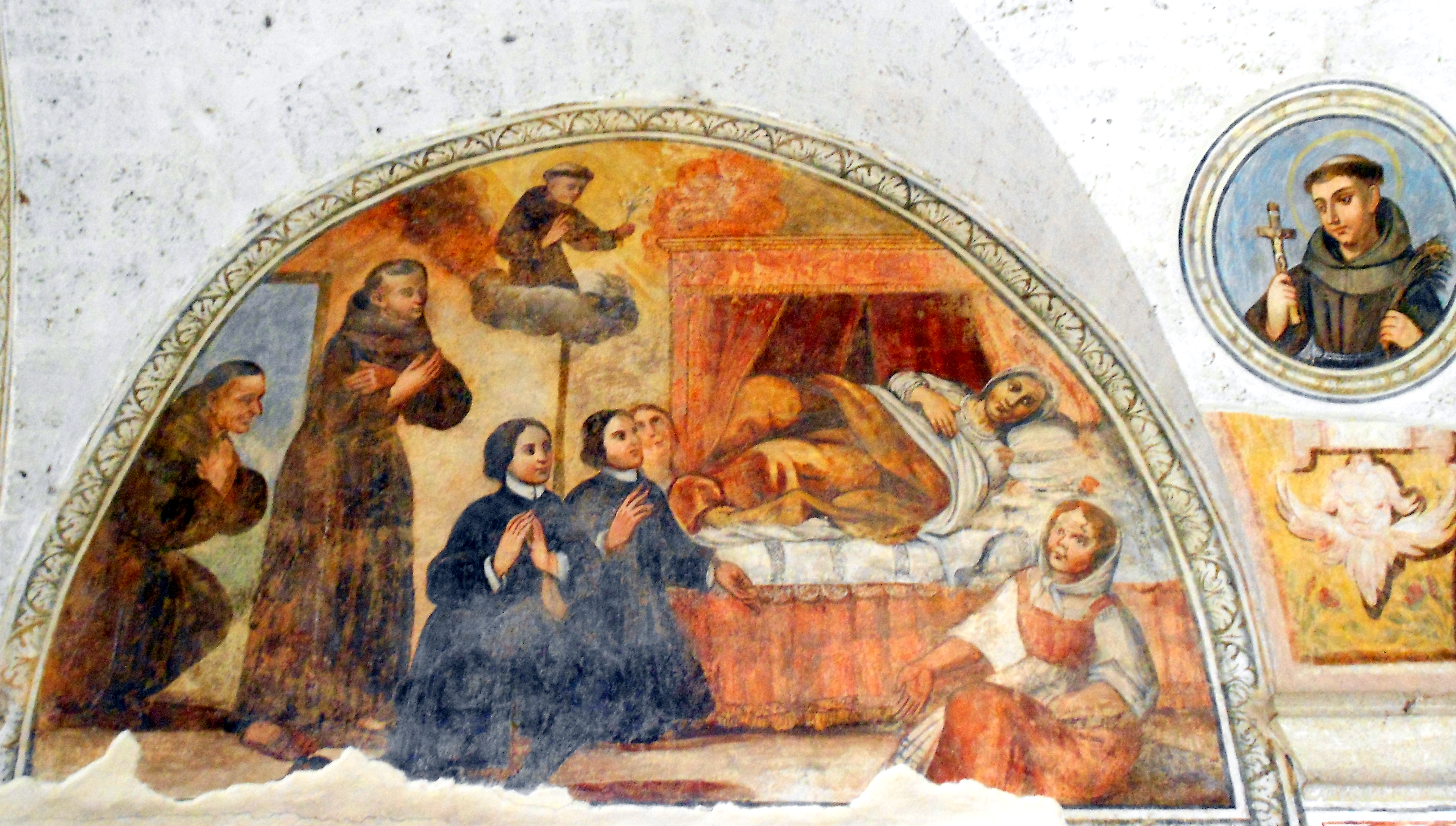
Sant'Antonio da Padova guarisca una donna ammalata
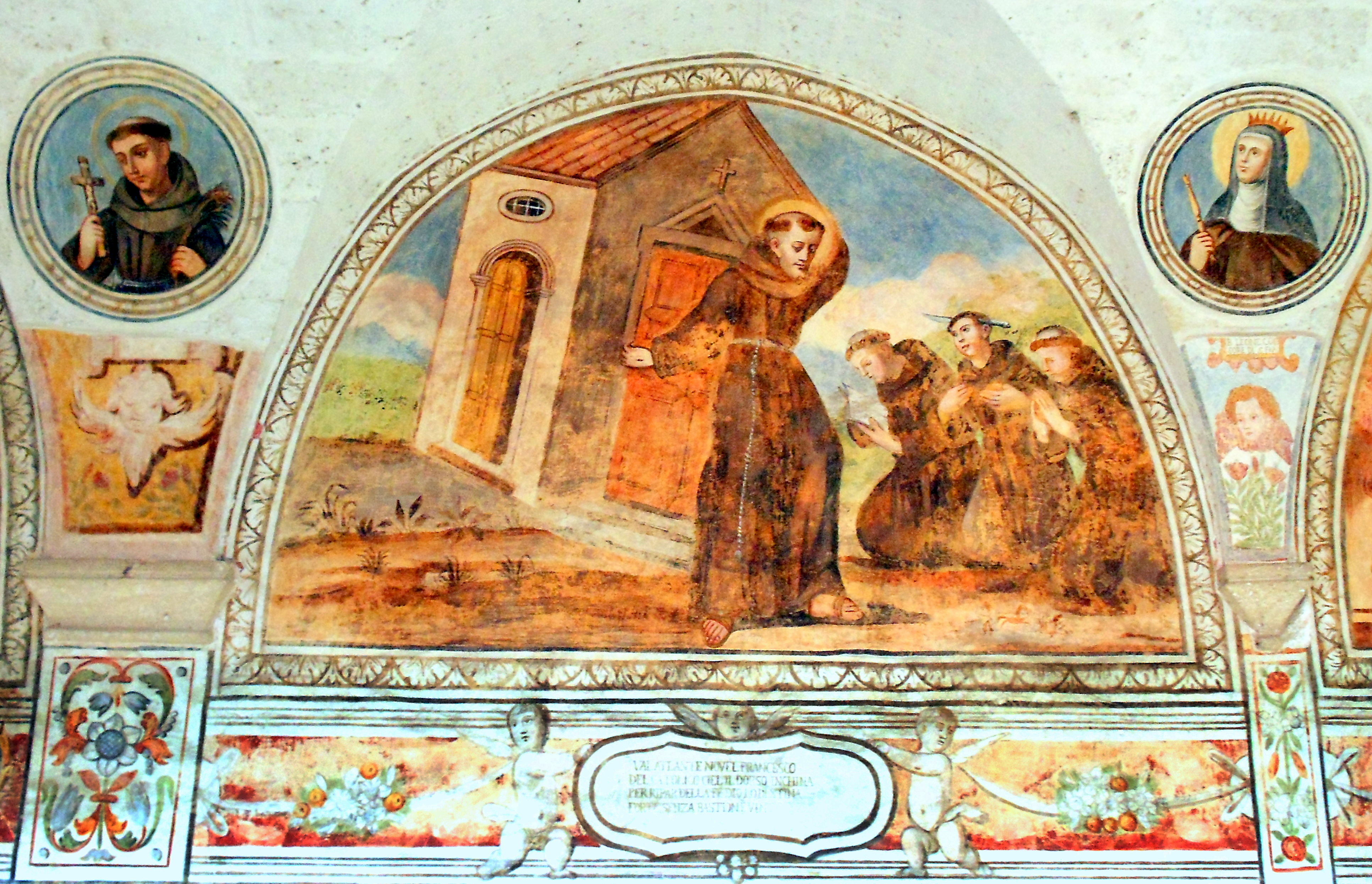
San Francesco d'Assisi sostiene la Chiesa
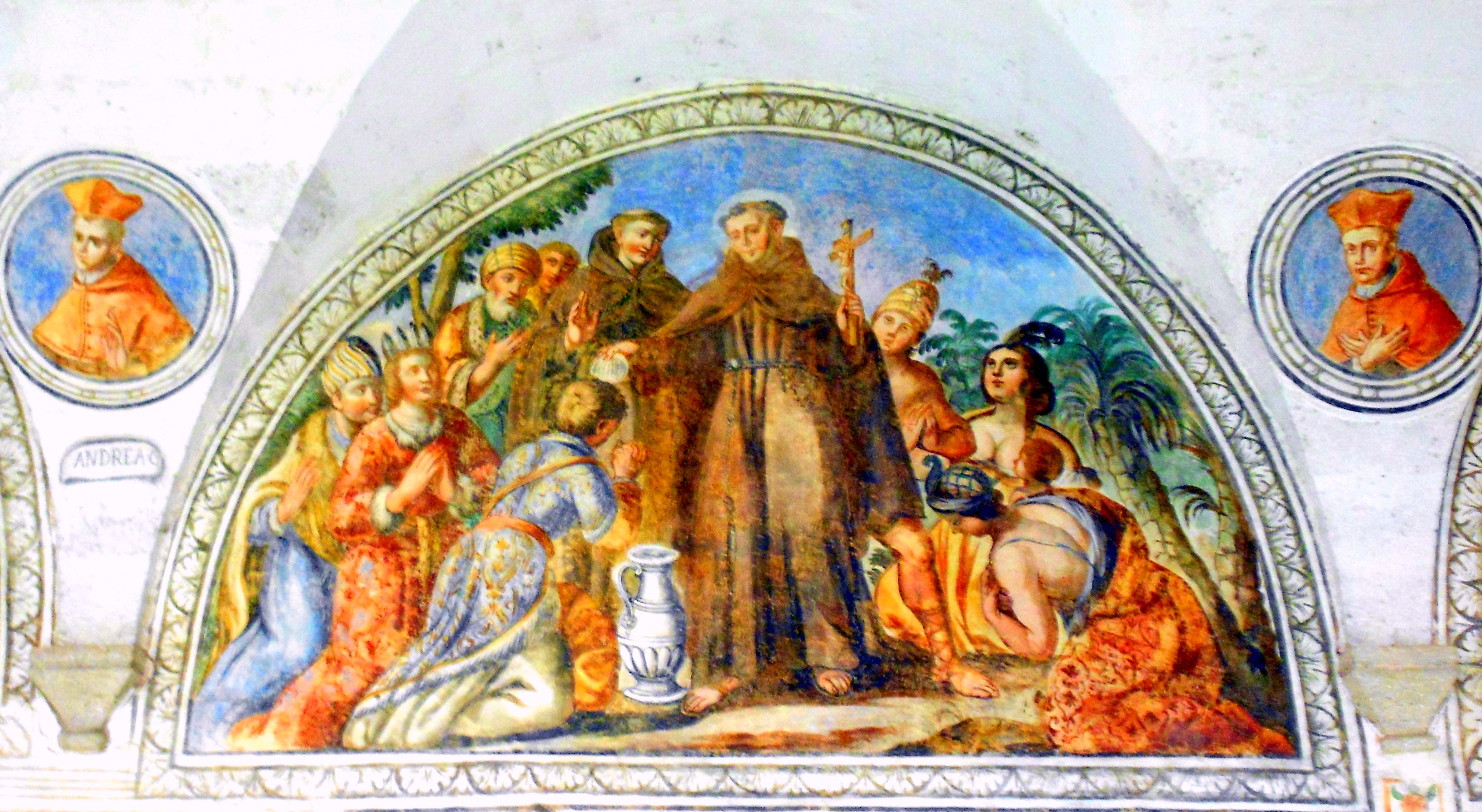
San Francesco Solano battezza in Perù
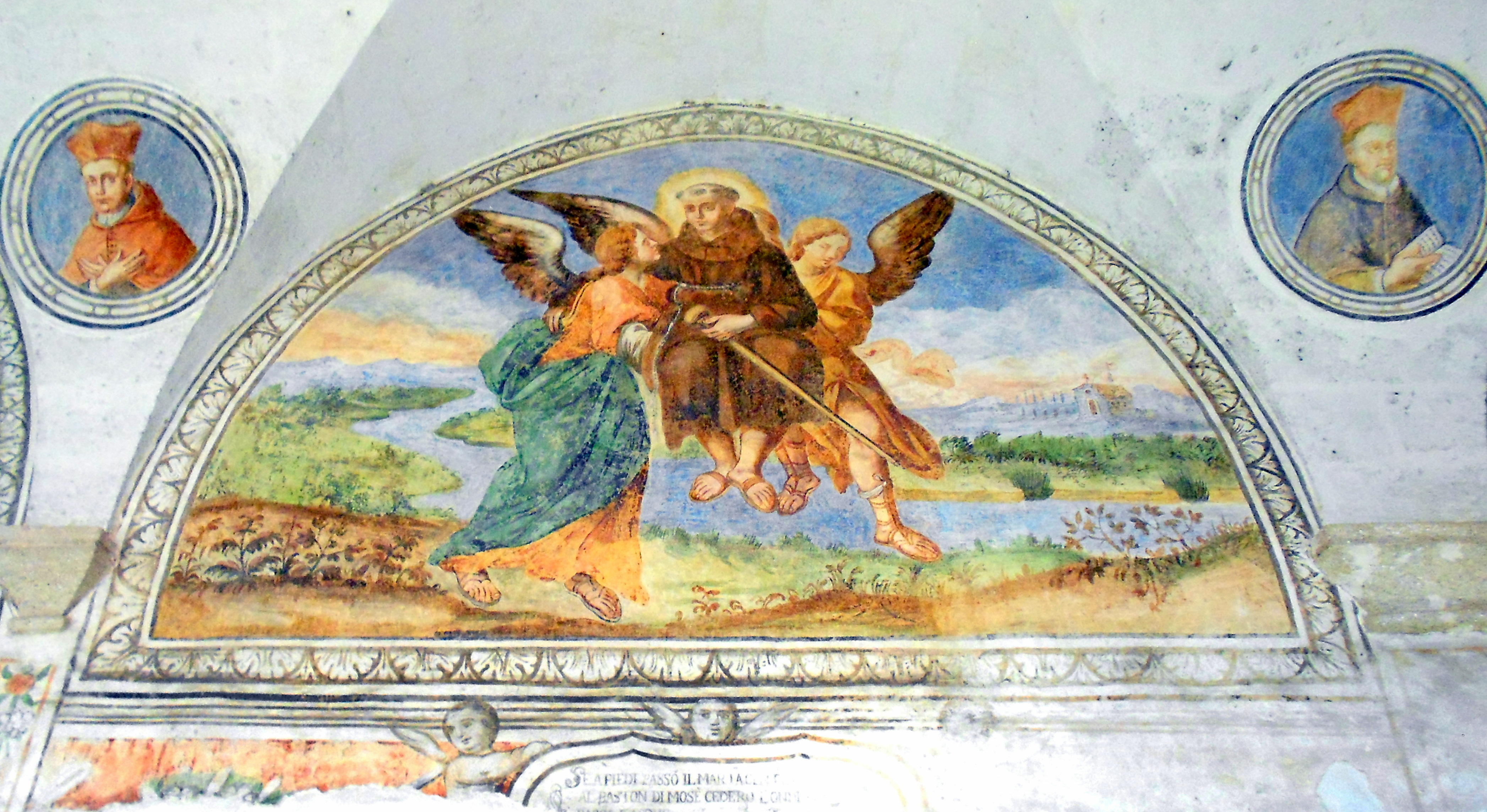
San Giacomo della Marca in volo sostenuto dagli angeli
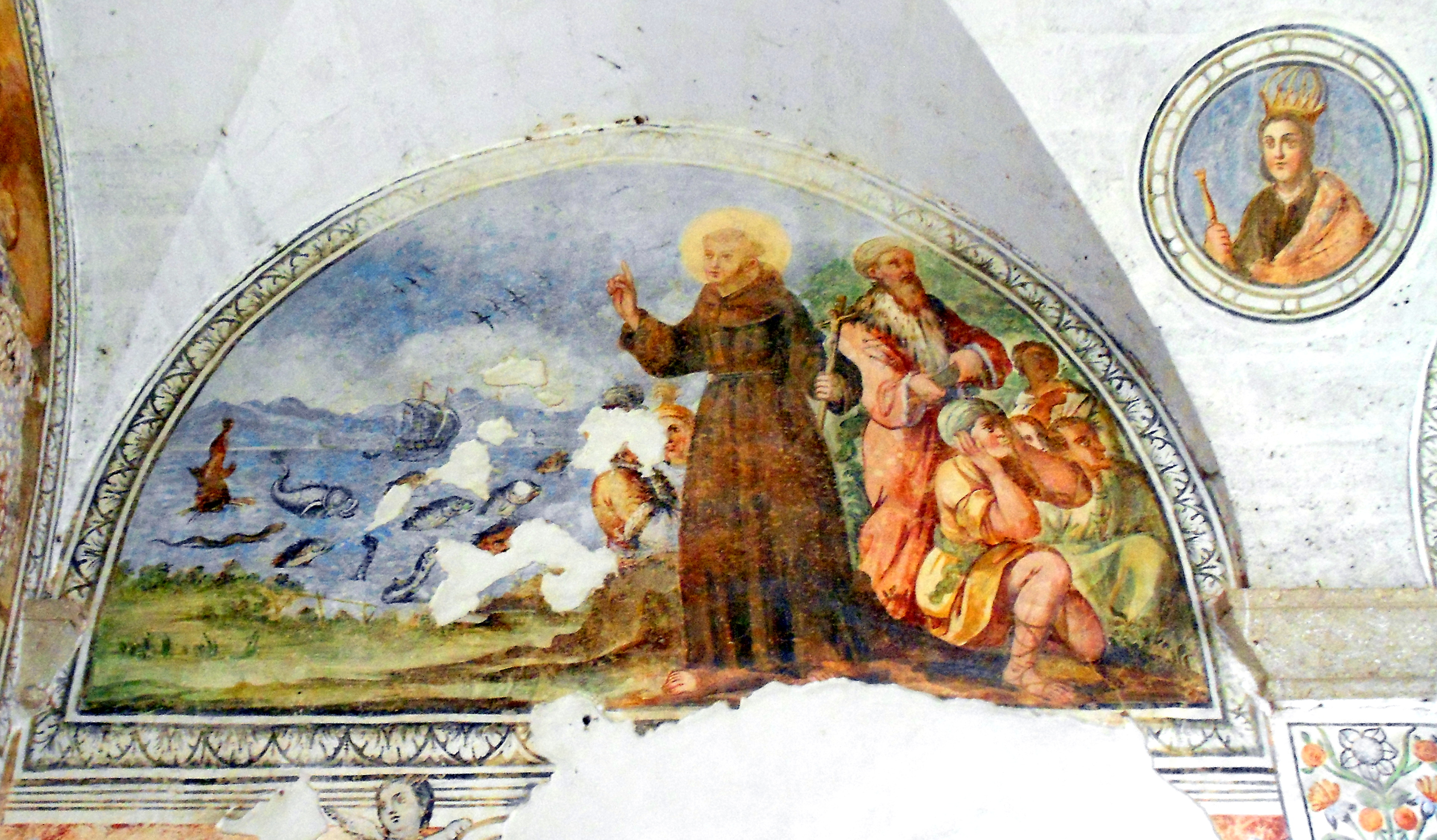
Sant'Antonio da Padova predica ai pesci di Rimini